# Juilley
Juilley est une commune française, située dans le département de la Manche en région Normandie, peuplée de 664 habitants.

## Géographie
La commune est au sud-ouest de l'Avranchin. Son bourg est à 9,5 km au nord de Saint-James, à 11 km au sud d'Avranches, à 14 km au nord-est de Pontorson et à 21 km à l'ouest de Saint-Hilaire-du-Harcouët.
| Précey    | Pontaubault             | Poilley                   |
| Crollon   | Juilley                 | Saint-Aubin-de-Terregatte |
| Vergoncey | Saint-Senier-de-Beuvron | Saint-Senier-de-Beuvron   |

### Hydrographie
La commune est située dans le bassin Seine-Normandie. Elle est drainée par le ruisseau de la Dufresniere, le cours d'eau 01 de la commune de Poiley, le cours d'eau 01 de Mortvieux, le cours d'eau 01 du Haut Aunay, le fossé 01 du Bas Saintrey et le fossé 01 du Grand Chanier,,.

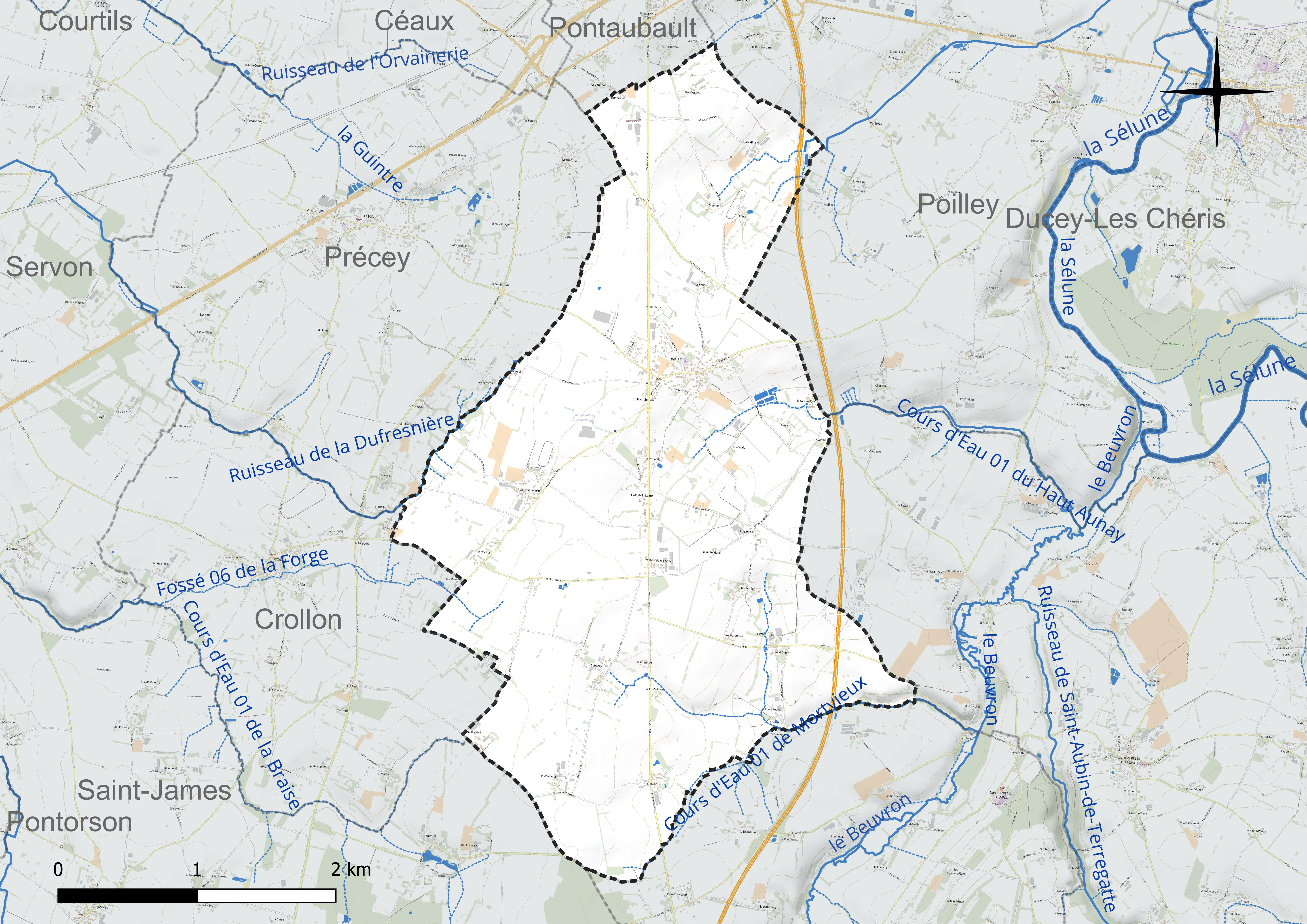
Réseau hydrographique de Juilley.

### Climat
Pour des articles plus généraux, voir Climat de la Normandie et Climat de la Manche.
En 2010, le climat de la commune est de type climat océanique franc, selon une étude du CNRS s'appuyant sur une série de données couvrant la période 1971-2000. En 2020, Météo-France publie une typologie des climats de la France métropolitaine dans laquelle la commune est exposée à un climat océanique et est dans la région climatique  Bretagne orientale et méridionale, Pays nantais, Vendée, caractérisée par une faible pluviométrie en été et une bonne insolation. Parallèlement le GIEC normand, un groupe régional d’experts sur le climat, différencie quant à lui, dans une étude de 2020, trois grands types de climats pour la région Normandie, nuancés à une échelle plus fine par les facteurs géographiques locaux. La commune est, selon ce zonage, exposée à un « climat maritime », correspondant au Cotentin et à l'ouest du département de la Manche, frais, humide et pluvieux, où les contrastes pluviométrique et thermique sont parfois très prononcés en quelques kilomètres quand le relief est marqué.
Pour la période 1971-2000, la température annuelle moyenne est de 11,1 °C, avec une amplitude thermique annuelle de 12,4 °C. Le cumul annuel moyen de précipitations est de 812 mm, avec 13,5 jours de précipitations en janvier et 8 jours en juillet. Pour la période 1991-2020, la température moyenne annuelle observée sur la station météorologique la plus proche, située sur la commune de Pontorson à 13 km à vol d'oiseau, est de 11,9 °C et le cumul annuel moyen de précipitations est de 821,3 mm,. Pour l'avenir, les paramètres climatiques de la commune estimés pour 2050 selon différents scénarios d’émission de gaz à effet de serre sont consultables sur un site dédié publié par Météo-France en novembre 2022.

## Urbanisme

### Typologie
Au 1er janvier 2024, Juilley est catégorisée commune rurale à habitat dispersé, selon la nouvelle grille communale de densité à sept niveaux définie par l'Insee en 2022.
Elle est située hors unité urbaine. Par ailleurs la commune fait partie de l'aire d'attraction d'Avranches, dont elle est une commune de la couronne,. Cette aire, qui regroupe 32 communes, est catégorisée dans les aires de moins de 50 000 habitants,.

### Occupation des sols
L'occupation des sols de la commune, telle qu'elle ressort de la base de données européenne d’occupation biophysique des sols Corine Land Cover (CLC), est marquée par l'importance des territoires agricoles (97,2 % en 2018), en diminution par rapport à 1990 (100 %). La répartition détaillée en 2018 est la suivante : terres arables (47,4 %), prairies (29,4 %), zones agricoles hétérogènes (20,4 %), zones urbanisées (2,8 %). L'évolution de l’occupation des sols de la commune et de ses infrastructures peut être observée sur les différentes représentations cartographiques du territoire : la carte de Cassini (XVIIIe siècle), la carte d'état-major (1820-1866) et les cartes ou photos aériennes de l'IGN pour la période actuelle (1950 à aujourd'hui).

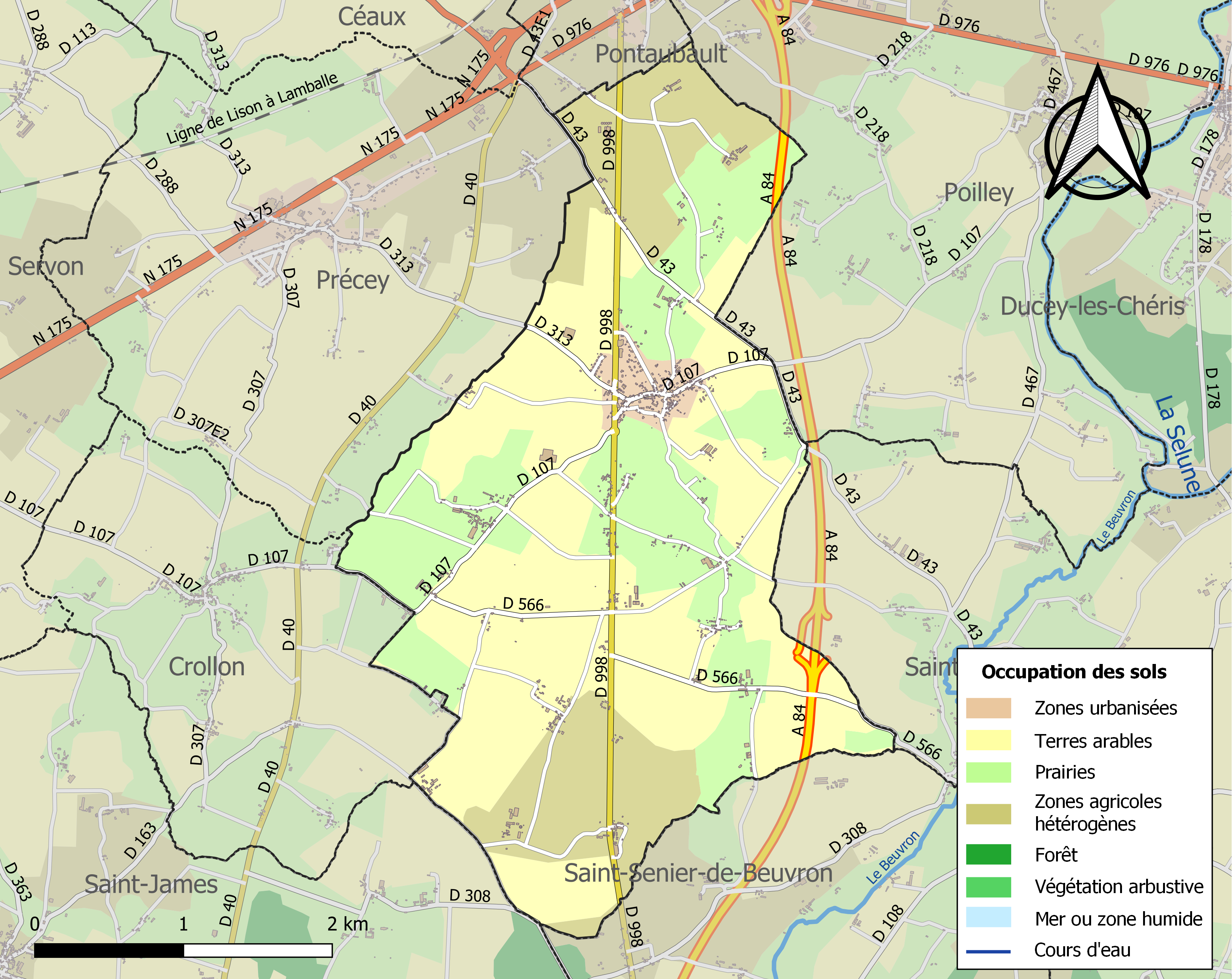
Carte des infrastructures et de l'occupation des sols de la commune en 2018 (CLC).

## Toponymie
Le nom de la localité est attesté sous les formes de Juilleio en 1198, de Jugleio en 1260, Jugley en 1382.
Juilley a indirectement la même origine que le nom du septième mois de l'année, mais si c'est à Jules César qu'est dû ce dernier, c'est à un Julius plus local que la commune doit son nom. En outre la terminaison -ey reflète l'évolution du suffixe d'origine gauloise -(i)acum marquant la localisation et la propriété. Le sens global est donc celui de « domaine de Julius ».
Homonymie avec les Juilly, Jülich, etc.
Le gentilé est Juilléens.

## Histoire
Un Richard, seigneur de Saintrey (fief de Juilley, participa à la première croisade de 1096 à 1099 aux côtés du duc Robert Courteheuse.
Le 1er décembre 1639, Bertrand Olivier de Juilley, membre actif de la révolte des Nu-pieds, fut pendu par Gassion, avec huit autres « combattants de l'armée de souffrance jusqu'à ce qu'ils tombent d'eux-mêmes ».

## Politique et administration
| Période                                  | Période      | Identité              | Étiquette | Qualité                 |
| ---------------------------------------- | ------------ | --------------------- | --------- | ----------------------- |
| 1790                                     | 1793         | Georges Guérin        |           |                         |
| 1793                                     | 1796         | Jean Guyot            |           |                         |
| 1796                                     | 1797         | André Mary            |           |                         |
| 1797                                     | 1803         | Jean Hardy            |           |                         |
| 1803                                     | 1804         | Constantin Belprey    |           |                         |
| 1804                                     | 1821         | Jean Amelin           |           |                         |
| 1822                                     | 1831         | Jean Carnet           |           |                         |
| 1831                                     | 1840         | Jean-Baptiste Gilbert |           |                         |
| 1840                                     | 1863         | Jean Ameline          |           |                         |
| 1863                                     | 1869         | Ambroise Hulin        |           |                         |
| 1869                                     | 1894         | Dominique Fardin      |           |                         |
| 1894                                     | 1914         | Louis Louagne         |           |                         |
| 1914                                     | 1919         | François Hulin        |           |                         |
| 1919                                     | 1923         | Arsène Morel          |           |                         |
| 1923                                     | 1925         | François Ménard       |           |                         |
| 1925                                     | 1949         | Auguste Lerochereuil  |           |                         |
| 1949                                     | 1954         | Victor Lemonnier      |           |                         |
| 1954                                     | 1966         | Pierre Gaigneux       |           |                         |
| 1966                                     | 1977         | Félix Hulin           |           |                         |
| 1977                                     | 1995         | Alphonse Patin        |           | Agriculteur             |
| 1995                                     | mars 2008    | Bernard Cocman        |           | Agriculteur             |
| mars 2008                                | janvier 2018 | Dominique Lecolazet   | SE        | Professeur              |
| janvier 2018                             | juillet 2020 | Daniel Costentin      | SE        | Agriculteur retraité    |
| juillet 2020                             | En cours     | Mickaël Lequertier    | SE        | Directeur d'association |
| Les données manquantes sont à compléter. |              |                       |           |                         |

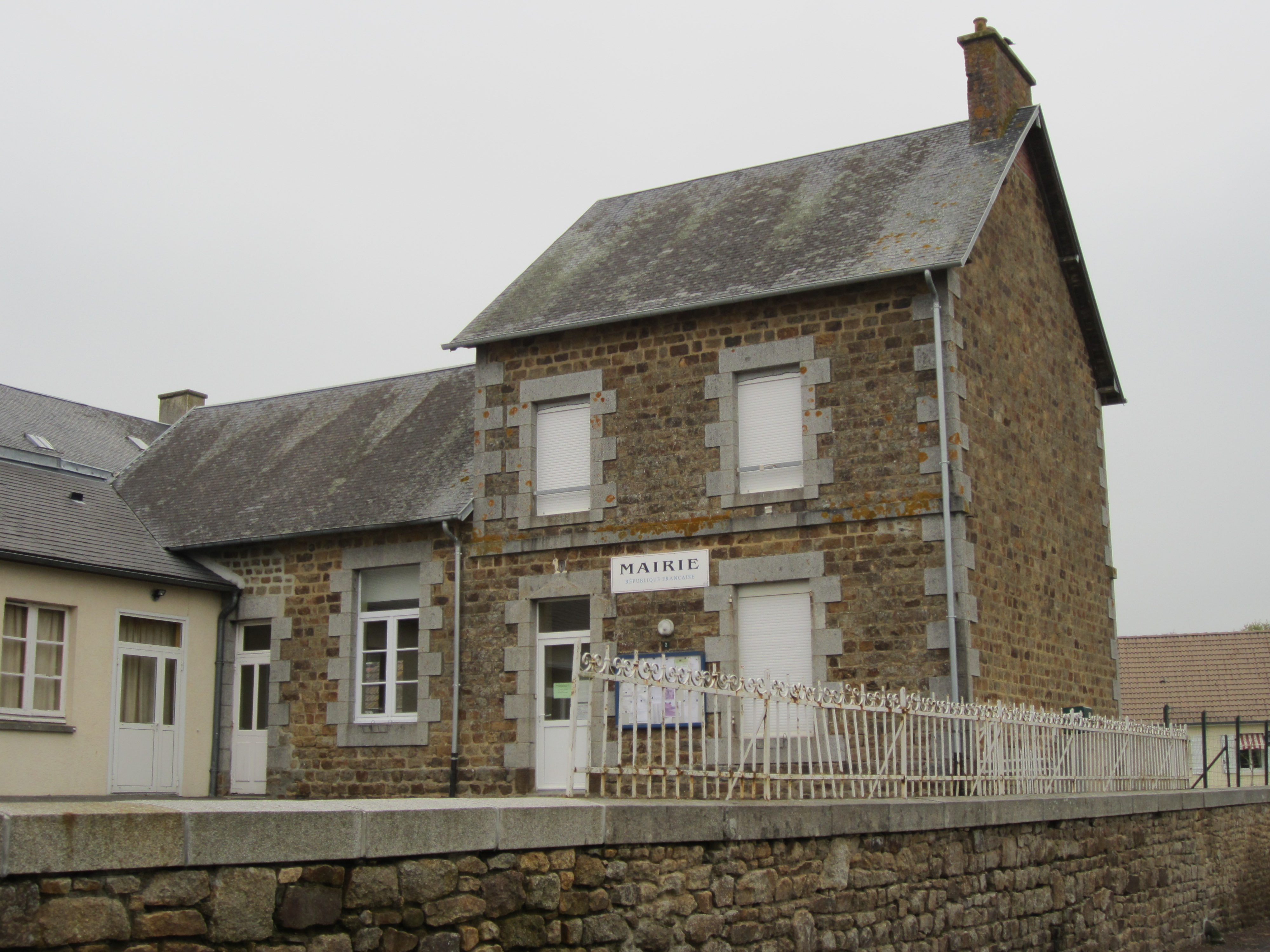
Mairie.

Le conseil municipal est composé de quinze membres.

## Démographie
L'évolution du nombre d'habitants est connue à travers les recensements de la population effectués dans la commune depuis 1793. Pour les communes de moins de 10 000 habitants, une enquête de recensement portant sur toute la population est réalisée tous les cinq ans, les populations de référence des années intermédiaires étant quant à elles estimées par interpolation ou extrapolation. Pour la commune, le premier recensement exhaustif entrant dans le cadre du nouveau dispositif a été réalisé en 2008.
En 2022, la commune comptait 664 habitants, en évolution de −1,19 % par rapport à 2016 (Manche : −0,31 %, France hors Mayotte : +2,11 %).
Juilley a compté jusqu'à 1 002 habitants en 1846.
| 1793 | 1800 | 1806 | 1821 | 1831 | 1836 | 1841 | 1846  | 1851 |
| ---- | ---- | ---- | ---- | ---- | ---- | ---- | ----- | ---- |
| 877  | 733  | 897  | 847  | 949  | 948  | 940  | 1 002 | 980  |

| 1856 | 1861 | 1866 | 1872 | 1876 | 1881 | 1886 | 1891 | 1896 |
| ---- | ---- | ---- | ---- | ---- | ---- | ---- | ---- | ---- |
| 963  | 895  | 840  | 811  | 788  | 763  | 712  | 704  | 685  |

| 1901 | 1906 | 1911 | 1921 | 1926 | 1931 | 1936 | 1946 | 1954 |
| ---- | ---- | ---- | ---- | ---- | ---- | ---- | ---- | ---- |
| 703  | 668  | 594  | 568  | 543  | 594  | 568  | 545  | 567  |

| 1962 | 1968 | 1975 | 1982 | 1990 | 1999 | 2006 | 2008 | 2013 |
| ---- | ---- | ---- | ---- | ---- | ---- | ---- | ---- | ---- |
| 535  | 474  | 474  | 458  | 453  | 474  | 555  | 579  | 663  |

| 2018 | 2022 | - | - | - | - | - | - | - |
| ---- | ---- | - | - | - | - | - | - | - |
| 640  | 664  | - | - | - | - | - | - | - |

## Économie
La Société des ateliers Louis Vuitton (LVMH - Moët Hennessy Louis Vuitton), entreprise de maroquinerie de luxe, est implantée à Juilley depuis 2002 et emploie 600 salariés.

## Culture locale et patrimoine

### Lieux et monuments

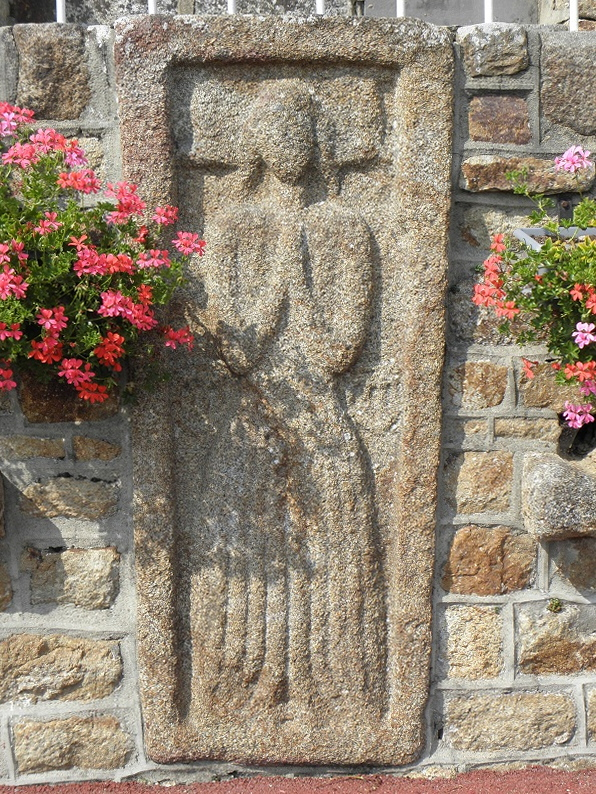
Dalle funéraire encastrée dans le mur de soutènement du cimetière.

- Église Saint-Martin (XVIe – XVIIIe siècles), avec clocher-porche (XVIIIe) au toit en bâtière. La nef a été refaite en 1724. Elle abrite plusieurs œuvres classés au titre objet aux monuments historiques : un bas-relief au-dessus de la porte sud de la nef, du début du XVIe, figurant une charité saint Martin[35],[36],[Note 4], un calice et sa patène (XVIIe)[37], une dalle funéraire d'une femme couchée (XIVe)[38], ainsi que des statues (XVIe – XVIIIe siècles) dont une Vierge à l'Enfant couronnée.
- Cimetière. La dalle funéraire à effigie en relief d'un religieux (XVe), encastrée dans un mur, classée par arrêté du 4 novembre 1908, fut déclassé par arrêté du 15 avril 1953[39].
- Croix de cimetière (XIXe siècle), trois croix de chemin (XIXe et XXe siècles).
- L'Aumônerie, maison du XIIIe siècle surnommée « le Château ».
- Les Blotteries.